# Левченково (Киевская область)
Левченково (укр. Левченкове) — село, входит в Згуровскую поселковую общину Броварского района Киевской области Украины. До 2020 года входило в состав Згуровского района.
Население по переписи 2001 года составляло 27 человек. Почтовый индекс — 07642. Телефонный код — 4570. Занимает площадь 0,347 км². Код КОАТУУ — 3221983903.

## Местный совет
07642, Київська обл., Згурівський р-н, с. Мала Березанка, вул. Щорса,24

## История
- До октябрского переворота хутор Березанка.[2]
- До 1945 года хутор Левченков.[3]